# 沢口あすか
沢口 あすか（さわぐち あすか、1983年6月12日 - ）は、日本の元AV女優、元ストリッパーである。

## 略歴
北海道出身。母子家庭に育った。小学校6年の時に初めてブラジャーを着けた。2002年、九鬼専属女優としてAVデビュー。同年、七瀬ななみ、上村ひな（引退により天野♥こころが上村に代わり途中加入）、杏野るり、うさみ恭香とともにフォーミュラ・ニッポンでレースクイーン（SODレーシングギャルズ）としても活動した。
2003年、ストリッパーとしても活躍。オレンジ通信の10月号で表紙を飾った。
2004年、ミリオン(ケイ・エム・プロデュース)専属女優になり、「ミリオンガールズ2004」として活躍。2005年に完全引退した。

## 作品

### アダルトビデオ
2002年
- シャイ（2月8日、忠実堂）
- 好きです（6月30日、TANK（KUKI））※デビュー作
- ジンジンさせて（7月28日、TANK）
- かけだしAVごっこ VOL.6（8月4日、忠実堂）他出演:双葉このみ、本島純子、南ゆり、桜井アヤ、河野りん（りん。）
- 濡れうさぎ（8月22日、TANK）
- 南極2号（9月22日、TANK）
- レズ解禁 VOL.2（10月5日、忠実堂）共演:秋元優奈
- ADハルナの接吻バトルロワイヤル（10月5日、ナチュラルハイ）他出演:堤さやか、安西ゆみこ、杏野るり、岡野美憂、若林樹里、樹若菜、双葉このみ、矢野涼子
- プライベートアイドル VOL.2（10月19日、忠実堂）
- 聖ザーメン学院（11月4日、ナチュラルハイ）
- ノーカット!! 沢口あすか 2nd（フィギュアPLUS）（11月29日、TANK）
- 顔射ぶっかけ町内引き回しの刑（12月6日、ナチュラルハイ）
- ファンシーフェラファッカー 2（12月20日、忠実堂）

2003年
- 本音（2月14日、VIP）
- マイドル ザーメン（2月20日、忠実堂）
- 美人ウエイトレス 邪淫の宴（3月6日、ヒビノ）
- SOD Racing Gals レイプ 〜闇に潜むストーカーの群れ〜（3月20日、SODクリエイト）
- ANAL VIP（3月20日、忠実堂）
- 沢口あすか・秋吉志帆・湯川えり フェチDVD （3月28日、VIP）他出演:秋吉志帆、湯川えり
- if… （3月28日、アトラス21）
- コスチューム パラダイス（4月25日、アトラス21）
- 超高級美少女レズ・ソープ嬢 3（5月3日、ディープス）
- 変態少女あすかマン るり2マン・まなみマン（5月17日、SODクリエイト）共演:杏野るり、吉井愛美
- いつ見ても超〜かわいい!（5月17日、ナチュラルハイ）
- 沢口あすか 4時間（5月30日、ケイ・エム・プロデュース）
- おんなのこのおなにー 4（6月5日、ディープス）他多数出演
- ワガママ◆コスプレ VOL.2（6月20日、ディープス）他出演:Kay.、奈々瀬あい、七瀬里帆、海野真珠
- 新婚ごっこ［バラ色のふたり暮し］（7月4日、ワープエンタテインメント）
- 極・本番（7月4日、GLAY'z）
- ビージーン19（7月4日、桃太郎映像出版）
- 密室の甘い歓び あすなろ純愛白書（7月5日、ディープス）
- 美しい痴女の接吻とセックス（7月10日、ドグマ）
- ドリームウーマン VOL.17（7月15日、MOODYZ）
- イカセ4時間 沢口あすか（7月18日、ケイ・エム・プロデュース）
- 24人のカリスマアイドル 3（7月25日、ケイ・エム・プロデュース）他23名出演
- ADハルナの接吻バトルロワイヤル 3rd BATTLE（8月3日、忠実堂）他出演:加山由衣、近藤れいな、七瀬ななみ、七海りあ、桜もも、日向あみ、愛葉るび、ソナン
- 極秘社員［ザーメン処理課のオンナ］（8月7日、ドリームチケット）
- Wild Thing!（8月8日、桃太郎映像出版）
- デジタルモザイク Vol.017（8月15日、MOODYZ）
- wild strawberries 極めるぜ!沢口あすか☆4時間（8月21日、ビデオバンク）
- 沢口あすかと学校でしようよ（8月22日、GLAY'z）
- 制服と精子（9月5日、ワープエンタテインメント）
- 拘束椅子トランス（9月10日、ドグマ）
- 強淫凌辱 1（9月19日、プレステージ）
- PUSSY＆HIP 沢口あすか（10月15日、スタイルアート（MOODYZ））
- 女優拘束マニア（11月1日、ワンズファクトリー）
- えげつないほどエロい極上絶品三つの猥褻。（11月7日、桃太郎映像出版）
- Angel 沢口あすか（11月8日、アイデアポケット）
- 私のペットにしてあげる 沢口あすか（12月5日、GLAY'z）
- ビップシャワー 4（12月5日、ワープエンタテインメント）共演:春菜まい、朝比奈ゆい
- 一度だけサセろや!!（12月5日、桃太郎映像出版）
- 沢口あすか オナニーサポート 21世紀オナニーアイテム（12月5日、桃太郎映像出版）
- ひとりエッチ 早坂ひとみ・灘ジュン（12月5日、桃太郎映像出版）他出演:灘ジュン

2004年
- ザーメンビタミン（1月1日、マルクス兄弟）
- FACE 66 沢口あすか（1月23日、アウダースジャパン）
- 裏FACE 催眠・2（1月23日、アウダースジャパン）
- ひとりエッチ（1月23日、桃太郎映像出版）オムニバス作品
- コスプレックス'90（2月6日、桃太郎映像出版）
- もしも沢口あすかが僕の彼女だったら…完全版（2月20日、ケイ・エム・プロデュース）
- 沢口あすか・Re-birth!（2月27日、桃太郎映像出版）
- コス痴女 ナース編（3月1日、スタイルアート）他出演:君嶋もえ、水月エリナ
- ITの悲劇（3月7日、アタッカーズ）
- 淫虐の就職試験（3月26日、シネマジック）
- レズビアンフルコース 沢口あすか 完全版（3月26日、ケイ・エム・プロデュース）共演:中野千夏、桜田由加里
- 完全撮りおろし スーパースター4時間SPECIAL（4月23日、ケイ・エム・プロデュース）オムニバス作品
- 裏 沢口あすか 完全版（4月30日、ケイ・エム・プロデュース）共演:三上翔子
- もしも沢口あすかが超高級ソープ嬢だったら… 完全版（5月21日、ケイ・エム・プロデュース）共演:はらだはるな、楠木さやか
- 痴女優（6月15日、スタイルアート）オムニバス作品
- 三姉妹物語 完全版（6月25日、ケイ・エム・プロデュース）共演:早坂ひとみ、杉浦美由
- 完全なるイカセ4時間2004 沢口あすか（7月30日、ケイ・エム・プロデュース）共演:及川奈央
- ミリオンガールズのお仕事ですよ! 完全版（8月27日、ケイ・エム・プロデュース）共演:nao.、中島京子、上原深雪、杉浦美由
- 僕らの街の風俗アイドル 沢口あすか（9月1日、MOODYZ）
- 美脚痴女（10月1日、MOODYZ）
- いいなり女子校生ペット〜ボクだけの変態調教ライフ〜（11月1日、MOODYZ）
- 最高のオナニーのために（12月1日、MOODYZ）

2005年
- 明るい淫語介護 沢口あすか（1月1日、MOODYZ）
- private dance 2（1月15日、スタイルアート）オムニバス作品 他出演:渡瀬晶、姫咲しゅり、ゆうきりり、ゆりあ、沖那つばさ、kay.、遊佐七海、安西梨香
- ひとりエッチ+（1月21日、桃太郎映像出版）オムニバス作品
- DIGITAL CHANNEL11（2月8日、アイデアポケット）
- ごっくんSELECTION PART.3（2月15日、ワープエンタテインメント）全13名
- 夢の二股生活 〜年上ナースと年下女子校生のカノジョ〜（3月15日、MOODYZ）共演:黒沢愛
- イカセ4本番 デジタルモザイク（3月15日、MOODYZ）
- フェラチオデジタルモザイク10連発！（4月1日、ムーディーズ）全10名
- 完全撮りおろしスーパースター 4時間SPECIAL 2（4月22日、ケイ・エム・プロデュース）オムニバス作品
- 人気単体女優がパイパンになった パイパン、デジタルモザイク（5月13日、MOODYZ）
- Anarchy vol.92 沢口あすか 美輪はるな（5月29日、Anarchy）※無修正
- まるごとぜ〜んぶ沢口あすか + パイパン（6月13日、MOODYZ）※引退作
- アナルVIP vol.1（忠実堂）

2006年
- 拘束椅子トランス ベスト vol.2（7月28日、ドグマ）全5名

2009年
- 超高級美少女レズ・ソープ嬢 レズ秘技伝授編 4時間（3月5日、ディープス）全12名

### イメージビデオ
- SODレーシングギャルズ（2002年6月7日、ソフト・オン・デマンド）共演:杏野るり、うさみ恭香、七瀬ななみ、上村ひな

## 書籍

### 写真集
- AVアイドル ぴち裸 清水清太郎くびれコレクション BEST10（2003年1月31日、撮影:清水清太郎、徳間書店 徳間文庫）全10名 ISBN 9784199070099
- ESPERANZA（2003年3月5日、撮影:清水清太郎、双葉社）ISBN 9784575295191
- すっぽんぽん戦隊 けっこう仮面 V（2004年7月28日、撮影:宮澤正明、講談社）全5名 原作:永井豪 ISBN 9784063078527
- スーパーアナルコレクションズ 3 魅尻エロス（2005年11月10日、撮影:横山こうじ、三和出版）全6名 ISBN 9784776901044
- ゴックンドール
- スーパーランジェリー イン サワグチアスカ
- デカマンポスパワー・沢口あすか
- 女体診査.02

### 雑誌
- URECCO 2002年8月号、12月号、2003年2月号、2004年6月号（ミリオン出版）
- ホイップ 2002年9月号、12月号、2003年2月号、10月号（コアマガジン）
- スーパー写真塾 2002年9月号、12月号（コアマガジン）
- BXB AV FREAK 2000年12月号（ジェイ・ディー・メデューサ）
- Bejean 2002年10月号、2003年3月号、2004年3月号、9月号（英知出版）
- URECCO gal 2002年11月号、12月号、2003年2月号、4月号、6月号（ミリオン出版）
- キラリ! vol.40 2002年12月号（マガジン・マガジン）
- GOKUH 2002年12月号（バウハウス）
- ホワイトクリーム（5）（2003年2月10日、ワイレア出版）
- ベストビデオ 2003年3月号（三和出版）
- チョベリグ!!写真集 4（2003年3月10日、東京三世社）
- GOKUHの洪 Vol.02（2003年6月1日、バウハウス）
- アップル通信 2003年7月号（三和出版）
- PHOTO MAGAZINE KARAMI 17 沢口あすか（2003年7月10日、三和出版）
- DMM DVD 2003年8月号（ジーオーティー）
- YO!ビデオガールズ VOL.3（2003年8月5日、大洋図書）
- ビデオインディーズ徹底攻略 2003年9月号（司書房）
- smart girls 07 新章突入!（2003年9月25日、宝島社）
- 超天然素人娘 2003年10月号（雄出版）
- 激射アイドルスーパーDX（2003年10月25日、桃園書房）
- DVD アクトレス vol.7（2003年12月1日、リイド社）
- DMM 2003年12月号（ジーオーティー）
- Breakgal!! 2003年12月号（雄出版）
- Cream ベスト・オブ・ベスト 2004年2月号（ワイレア出版）
- Best of インディーズ 2004年2月号（司書房）
- 増刊 沢口あすか 2004年3月号（ジーオーティー）
- 乙女組 PHOTO MAGAZINE KARAMI BS01（2004年7月10日、三和出版）
- 写裸々 Sha La La VOL.1（2004年8月12日、バウハウス）
- 美少女列伝 The Legendof AV Queen 2009年7月号（ブレインハウス）
- CHING CAME GOLDEN BEST!（2011年9月5日、宝島社）